# Lisa Taylor
Pour les articles homonymes, voir Taylor.
Lisa Suter Taylor (1933-1991) est une artiste et directrice de musée américaine. Elle a dirigé le Cooper-Hewitt Museum of Decorative Arts and Design de 1969 à 1987 et a été la première femme à diriger un musée au sein de la Smithsonian Institution.

## Biographie
Elle est née à New York, fille de l'architecte Theo von Bergen-Maier et de la peintre Martina Weincerl. Elle suit une formation en peinture, céramique et calligraphie à la Corcoran School of Art, à l'Université de Georgetown et à l'Université Johns-Hopkins. Elle obtient des doctorats honorifiques de la Parsons School of Design et de la Cooper Union.
De 1958 à 1962, elle est membre du personnel de la President's Fine Arts Commission. De 1962 à 1966, elle est directrice des services à la Corcoran Gallery of Art. En 1966, elle arrive au Smithsonian comme directrice des programmes, où elle développe un programme d'éducation.
La collection du Cooper Union Museum passe sous l'aile du Smithsonian en 1967. Peu de temps après, le Carnegie Mansion est donné au Smithsonian en 1968 et devient le siège du Cooper–Hewitt, Smithsonian Design Museum. Après son transfert au Smithsonian, le musée est rebaptisé Cooper-Hewitt Museum of Decorative Arts and Design, et Taylor est nommé directrice en 1969,. Cela fait d'elle la première femme à diriger un musée du Smithsonian.
Au cours des 4 années suivantes, elle et son équipe lèvent plus de 6 millions de dollars pour la rénovation du bâtiment et la formation du musée. Après avoir été fermé depuis 1963, le musée est ouvert au public en 1976. La première exposition est MAN transFORMS, avec Hans Hollein et neuf designers.
Elle supervise le développement d'une maîtrise en arts décoratifs et développe des programmes d'éducation pour adultes et pour jeunes. En tant que directrice, elle a organisé 175 expositions : il lui est arrivé de mêler des expositions plus sérieuses à des expositions humoristiques,.
En 1979, elle crée le Museum Mile Festival, un festival annuel d'une journée sur la Cinquième Avenue de New York où les institutions culturelles sont gratuitement ouvertes au public.
Elle reçoit le prix Smithsonian's Exceptional Service Award en 1973.
Après avoir pris sa retraite en 1987, Dianne Pilgrim (en) lui succède.